# Inger Johansson
Inger Kristina Johansson, född 25 april 1947, är en svensk översättare.
Sedan 1971 är Johansson litterär yrkesöversättare från engelska och rumänska och har översatt romaner, biografier, religionshistoriska verk och diktsamlingar. Från engelska har hon översatt bland andra Margaret Atwood, André Brink, Doris Lessing och Orhan Pamuk, och från rumänska Mircea Cărtărescu, Gabriela Melinescu och Mihail Sebastian. 1999–2005 var hon ordförande i Översättarsektionen inom Sveriges författarförbund. Hon är bosatt i Lund.

## Priser och utmärkelser
- 1999 – De Nios översättarpris
- 2003 – Albert Bonniers 100-årsminne
- 2009 – Elsa Thulins översättarpris
- 2011 – Svenska Akademiens översättarpris
- 2016 – Letterstedtska priset för översättningar
- 2017 – Specialpris från Rumänska kulturinstitutet i Stockholm[2]
- 2019 – De Nios översättarpris
- 2021 – Helge Ax:son Johnsons Stiftelse
- 2024 – Kellgrenpriset